# Rollot
Rollot település Franciaországban, Somme megyében. Lakosainak száma 768 fő (2022. január 1.). Rollot Boulogne-la-Grasse, Courcelles-Epayelles, Le Frestoy-Vaux, Hainvillers, Mortemer és Piennes-Onvillers községekkel határos.

## Népesség
A település népessége az elmúlt években az alábbi módon változott:
| Lakosok száma | 759  | 750  | 741  | 751  | 760  | 770  | 768  | 770  | 768  |
|               | 2013 | 2015 | 2016 | 2017 | 2018 | 2019 | 2020 | 2021 | 2022 |